# Bükkaranyos
Bükkaranyos là một thị trấn thuộc hạt Borsod-Abaúj-Zemplén, Hungary. Thị trấn này có diện tích 26,2 km², dân số năm 2010 là 1503 người, mật độ 57 người/km².